# Maxillaria angelae
Maxillaria angelae är en orkidéart som beskrevs av Eric Alston Christenson. Maxillaria angelae ingår i släktet Maxillaria och familjen orkidéer.
Artens utbredningsområde är Colombia. Inga underarter finns listade i Catalogue of Life.